# Берт Вербруген
Берт Вербруген (хол. Donyell Malen) је холандски професионални фудбалер који игра на позицији голмана за премијерлигашки клуб из Енглеске Брајтон и Хоув албион и репрезентацију Холандије.

## Играчка каријера

### Клубови
Вербруген се придружио Андерлехту 2020. године из Бреда. Професионални деби имао је 2. маја 2021. године у ремију 2–2 у првој лиги Белгије против Клуба Брижа. На утакмици против Лудогореца Разграда у реванш рунди плеј-офа УЕФА Лиге Европе 2022–23, 23. фебруара 2023. године, одбранио је сва три пенала током распуцавања, што је помогло његовом тиму да победи 3–0 на пенале након нерешеног резултата од 2–2 у регуларном времену.
Дана 3. јула 2023, енглески фудбаски клуб Брајтон и Хов Албион је објавио потписивање Вербригеновог петогодишњег уговора. Вербруген је изабран да игра испред Џејсона Стила да би дебитовао у трећем мечу Брајтона у сезони 26. августа, када је 26. августа изгубио код куће од Вест Хема са 3-1, што је био њихов први пораз у сезони.
Вербруген је 18. фебруара 2024. на премијерлигашкој утакмици против Шефилд јунајтеда успео да сачува мрежу и да не прими ниједан гол упобеди свог тима резултатом од 5-0.

### Репрезентација
Вербруген је 17. марта 2023. примио свој први званични позив у сениорску репрезентацију Холандије за квалификације за Европско првенство 2024. против Француске и Гибралтара. У репрезентацији је дебитовао 13. октобра 2023. у поразу на утакмици против Француске резултатом 1–2.
Вербруген је 29. маја 2024. именован у тим Холандије за УЕФА Еуро 2024.